# زيد أباد (كورك وناريتش)
زید أباد (بالفارسية: زیدآباد) هي قرية تقع في إيران في البلدة المركزية. يقدر عدد سكانها بـ 291 نسمة .